# Hans Volkelt
Hans Volkelt (* 4. Juni 1886 in Basel; † 18. Januar 1964 in Göppingen) war ein deutscher Psychologe und Pädagoge an der Universität Leipzig. Er war überzeugter Nationalsozialist.

## Leben
Der Sohn des Philosophen Johannes Volkelt besuchte das König-Albert-Gymnasium in Leipzig. 1912 promovierte er an der Universität Leipzig über die Vorstellungen von Tieren. Seit 1921 war er dort Privatdozent, erhielt 1925 eine ao. Professur, 1930 eine planmäßige außerordentliche Professur in Entwicklungspsychologie und Politischer Pädagogik. Seit 1932 war er Mitglied der NSDAP und wurde 1933 kommissarischer Leiter des Pädagogischen Instituts an der Universität Leipzig für die Volksschullehrerausbildung neben seinen Aufgaben im Psychologischen Institut. Er gehörte auch der SA an und beendete seine Vorlesungen und Übungen vorzeitig, damit seinen Studenten Freizeit für SA-Dienst und politische Schulungen bleibt. Im November 1933 unterzeichnete er das Bekenntnis der deutschen Professoren zu Adolf Hitler. 1935/36 wurde das Pädagogische Institut zu einer Hochschule für Lehrerbildung umgewandelt. Volkelt wollte an der Universität verbleiben, erlangte aber keine ordentliche Professur gegen den Widerstand Theodor Litts. Von 1934 bis 1938 wirkte er im NSLB als Reichsfachschaftsleiter für die sozialpädagogischen Berufe, womit sein Einfluss auf die Entwicklungen des Kindergartens bestand. Er galt als historischer Experte für Fröbel und leitete die Fröbel-Gesellschaft. 1939 wurde unter Volkelts Leitung ein eigenes Psychologisch-Pädagogisches Institut eingerichtet. Von 1935 bis 1938 war er Schriftleiter der Fachzeitschrift Kindergarten. Er ließ ein fortschrittliches Spielmaterial entwickeln.
Nach 1945 wurde er in der SBZ entlassen, publizierte aber weiter u. a. über Ganzheitspsychologie und lebte als Professor i. R. in Bietigheim.
Seine Schrift Die Umgestaltung der sächsischen akademischen Volksschullehrerbildung (Beck, München 1933) wurde in der Sowjetischen Besatzungszone auf die Liste der auszusondernden Literatur gesetzt.

## Schriften
- Grundfragen der Psychologie, Beck, München 1963. Digitalisat
- Ganzheitspsychologie: Grundlagen, Ergebnisse, Anwendungen. Gesammelte Abhandlungen, Beck, München 1962 (mit Friedrich Sander)
- Die Umgestaltung der sächsischen akademischen Volksschullehrerbildung: Rede, geh. in d. feierl. Vollversammlg d. Pädag. Inst. Leipzig in d. Aula d. Univ. am 6. Mai 1933, Leipzig 1933